# Čačinci
 Čačinci  è un comune della Croazia di 3 308 abitanti della regione di Virovitica e della Podravina.